# 하이라인강

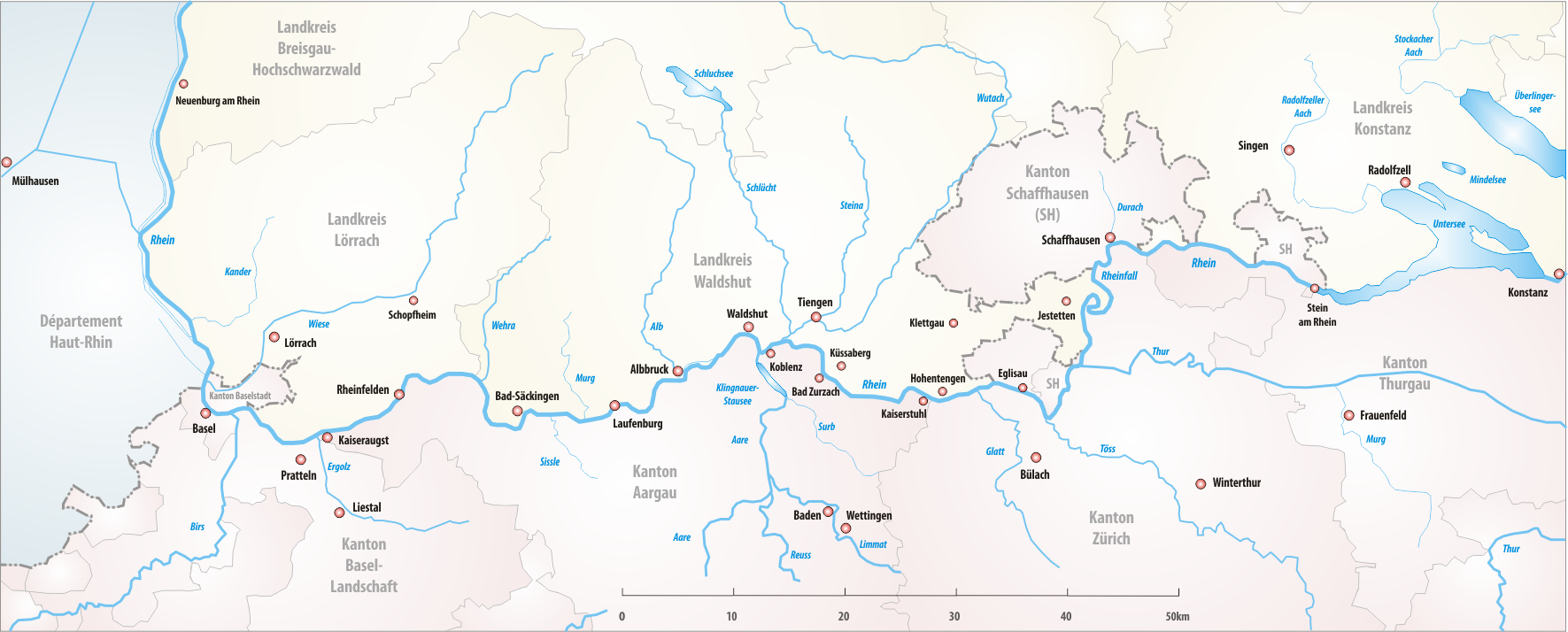
슈타인 암 라인과 바젤 사이의 하이라인강

하이라인강(독일어: Hochrhein)은 콘스탄스 호수에서 바젤까지 서쪽으로 흐르는 라인강의 일부에 사용되는 이름이다. 하이라인강은 슈타인 암 라인의 운터제에서 출발하여 바젤의 상부라인으로 변한다. 알파인 라인과 상부 라인과 달리 하이라인강은 대부분 서쪽으로 흐른다.
구간은 라인-km 0에서 165로 표시되며, 측정은 콘스탄스의 옛 라인교에 있는 오버제의 유출에서 시작된다. 콘스탄스 호수와 북해 사이에 있는 라인의 4개 구간(하이라인, 상부라인, 중부라인, 하부라인) 중 첫 번째 구간이다. 서쪽 부분에서 라인은 독일과 스위스의 국경을 표시하는 반면, 동쪽 부분에서는 스위스가 라인강 북쪽 지역을 소유하고 있으며 인기 있는 독일 휴양지인 뷔징겐 암 호흐 라인을 둘러싸고 있다.

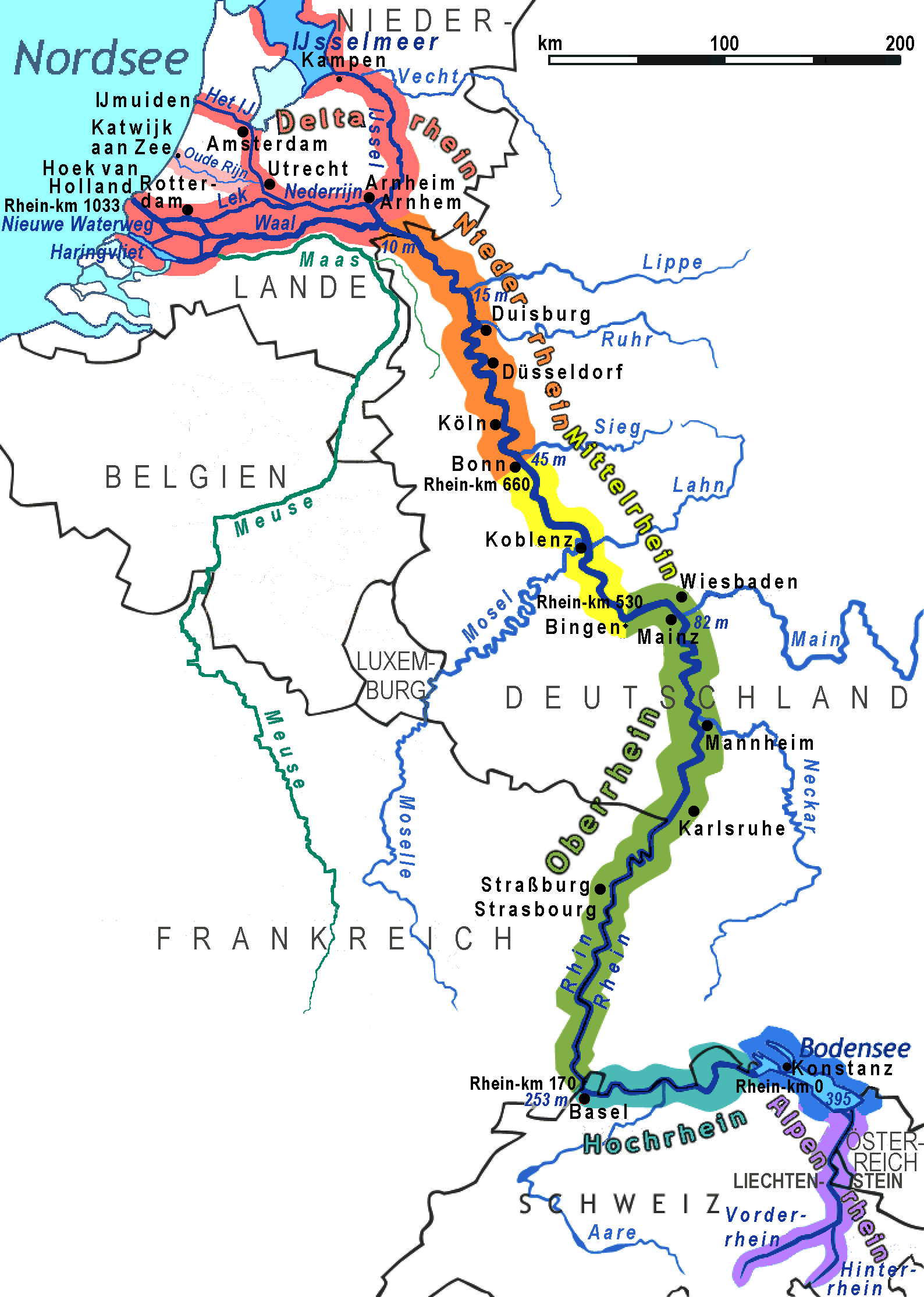
라인강의 지도

하이라인이라는 용어는 19세기 과학자들에 의해 도입되었다.
무엇보다도 지질학자들은 하이라인강(독일어: Hochrhein)와 상부라인(독일어: Oberrhein)을 언어학적으로 구별하려고 노력했다. 19세기까지는 ‘바디쉬-스위스 라인’으로도 알려져 있었다.

## 폭포와 급류

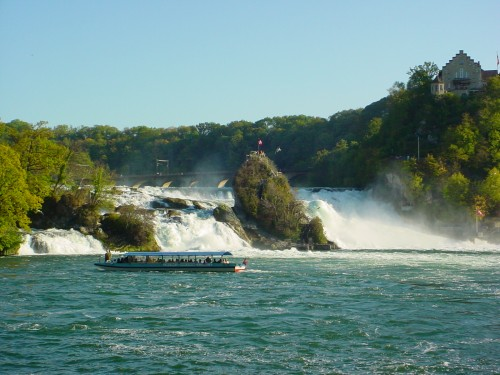
노이하우젠 암 라인팔의 라인 폭포

유럽에서 가장 큰 평야 폭포인 라인 폭포는 샤프하우젠 마을 근처의 노이하우젠 암 라인 폴과 라우펜-우위젠의 지자체에 있다. 너비가 150 m이고, 높이가 23 m이다. 겨울에는 평균 유량이 초당 250m3이고, 여름에는 평균 유량이 초당 600m3이다.
하이라인강의 급류는 해발 395~252 m에 이르는 비교적 높은 경사면에서 단 165 km 이내에 볼 수 있으며, 뷔름 빙하기 동안 강의 경로 변화의 맥락에서 보아야 한다. 노이하우젠 암 라인폴에서 강은 이전에 묻힌 개울로 흘러들어 샤프하우젠에서 라인 폭포를 형성한다. 다음 급류는 코블렌츠의 카델부르크 급류이다. 라우펜부르크 근처에서 빙하기 이후의 라인은 오래된 침적된 수로를 찾지 못하고 블랙 포레스트 수정의 박차를 가했다. 강은 라우펜부르크 급류를 포함하는 협곡을 자른다. 라우펜부르크와 슈뵈르슈타트 급류는 암석을 폭파하고 댐으로 수위를 높여 인위적으로 제거되었다.

## 변경

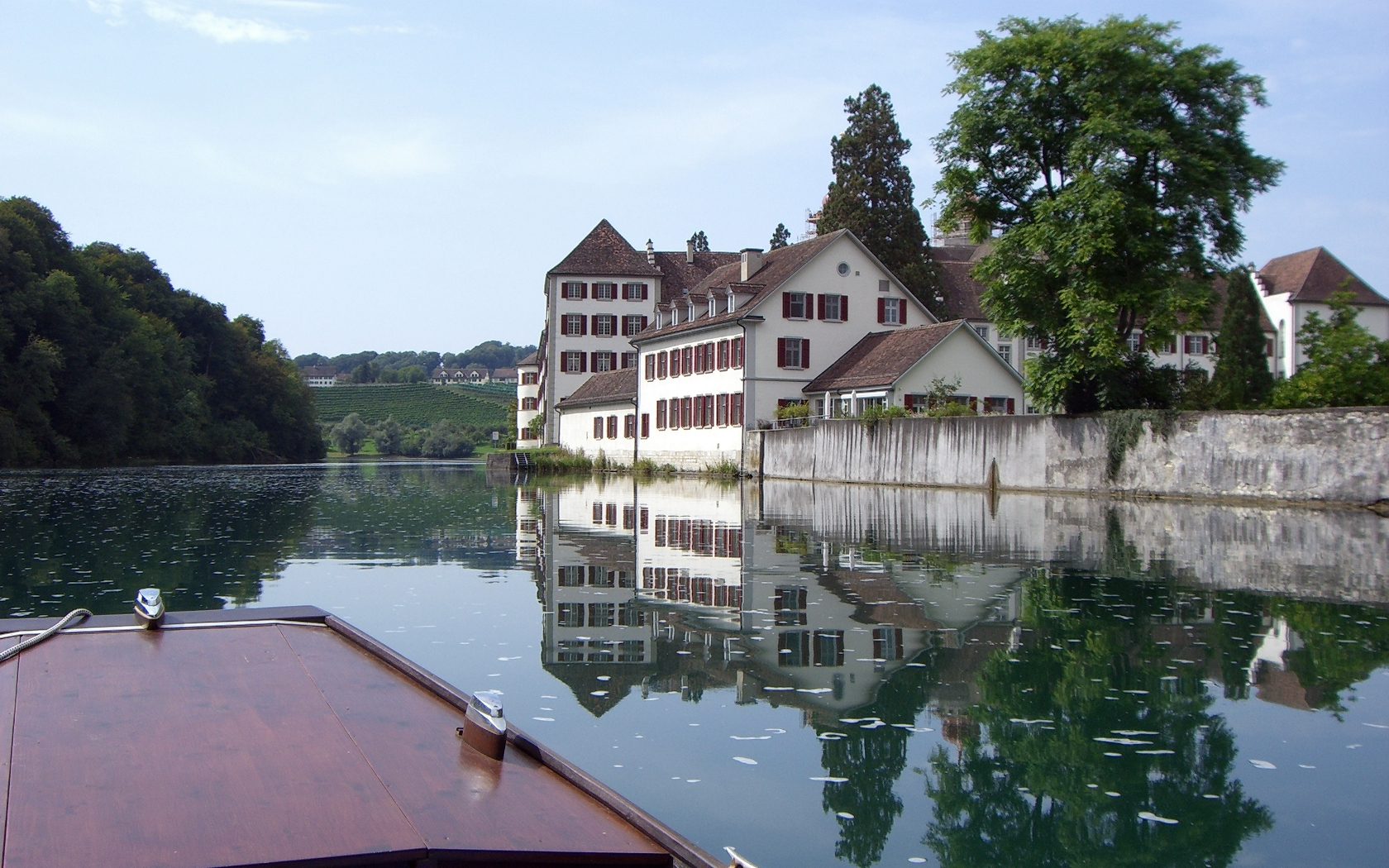
라이나우의 하이라인강

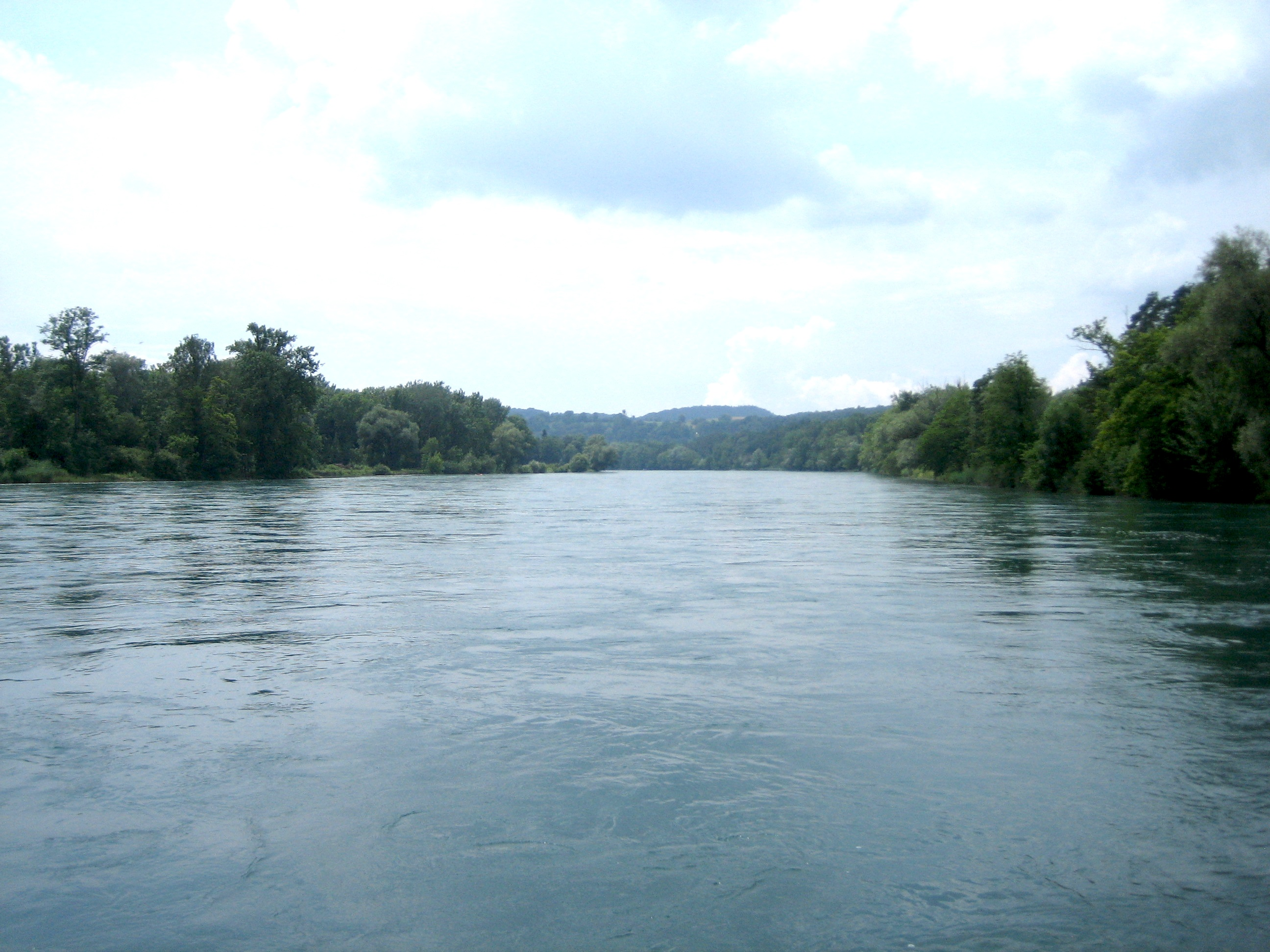
엘리콘 암 라인

수력 발전소의 건설로 강의 특성이 장거리에 걸쳐 변경되었다. 라우펜부르크와 슈뵈르슈타트 급류는 원래 흐름을 개선하기 위해 암석을 폭파하여 제거되었으며, 이후 수력발전댐으로 인해 범람했다.
다젠호펜과 슈타인 암 라인 사이의 하이라인강은 아직 댐이 건설되지 않았다. 라인강의 첫 번째 발전소는 현재 샤프하우젠에 있다. 다젠호펜보다 약간 높은 댐 효과가 있다. 다음 발전소( 크라프트베르크 레킹엔)는 레킹엔과 퀴사베르크에 있다. 레킹엔 이후 하이라인강은 코블렌츠 급류를 통해 아레강과 합류하는 곳까지 자유롭게 흐른다. 다음 수력 발전소(크라프트베르크 알브루크-도게른)는 라이프슈타트와 도게른에 있다. 여기와 바젤 사이에 7개의 발전소가 더 있다. 하이라인강에는 모두 11개의 댐과 12개의 수력 발전소가 있다(아우그스트/빌렌댐에는 2개의 발전소가 있다.

## 지리

### 도시
하이라인 계곡의 일부 지역은 상당히 넓다. 다른 것들은 협곡과 비슷하다. 이에 따라 인구 밀도가 달라진다. 하이라인강의 유명한 도시로는 슈타인 암 라인, 샤프하우젠, 노이하우젠 암 라인팔, 발트슈트, 라우펜부르크, 바트 세킹엔, 라인펠덴과 바젤이 있다.
하이라인강에서 국경을 넘는 협력을 위한 가장 중요한 조직은 하이라인강 위원회와 하이라인강 에이전시이다.

### 지류
하이라인강의 더 큰 지류는 비버, 투어, 퇴스, 글라트, 부타히, 아레강, 알브강, 무르크강, 지슬레, 베라, 에르골리츠, 및 비르스이다.
초당 590m3/s의 아레강은 초당 439m3/s의 라인강보다 배출량이 더 크다. 따라서 수문학적 관점에서 라인강은 아레강의 지류이며, 그 반대의 경우도 마찬가지이다. 그러나 라인강은 아레강보다 약간 길기 때문에 일반적으로 본류로 간주된다.

### 면적
하이라인강을 따라 있는 수많은 지역이 현재 또는 역사적으로 중요하다고 여겨졌다. 서쪽에서 동쪽으로 딘켈베르크, 아우구스트가우, 프릭탈, 타벨 쥐라, 알브가우, 아라가우, 호첸발트, 클레트가우, 추르치비트, 취리히가우 및 투르가우이다.
강의 바덴-뷔르템베르크 쪽의 당국은 레기오날베르반트 호히라인-보덴제(‘지역 협력 하이라인강 - 콘스탄스호’)라는 프레임워크로 구성되어 있다.

## 방사능 폐기물
스위스는 독일과의 국경 근처에 있는 벤켄에 핵폐기물을 묻을 계획이다.

## 같이 보기
- 호흐라인선